# Индуистко право
Индуисткото право е системата от частноправни норми, прилагани спрямо индуистите в Индия.
Модерното индуистко право е част от правото на Индия, установено с Конституцията на Индия от 1950 г. Върху индуисткото право са оказвали влияние редица ценности и норми от други учения и правни системи, като будизма, исляма и социализма.
Най-древните известни източници на индуисткото право са законите на Ману, на чиято основа се надгражда и развива и правната система във вековете. Индуисткото право е сред най-старите в света правни системи и е част от т.нар. религиозно-традиционна правна система.
Със самостоятелен статут индуисткото право се сдобива през 1772 г. с акт на Уорън Хастингс - британския генерал-губернатор на Индия. Това местно право е основано на санскритските текстове на Дхармашастра.